# Soden-Getriebe
Das Soden-Getriebe war ein halbautomatisches mechanisches Schaltgetriebe, welches ab 1921 im Automobilbau und bei Verbrennungstriebwagen verwendet wurde. Benannt wurde es nach Alfred Graf von Soden-Fraunhofen, dem ersten technischen Direktor, Mitbegründer und langjährigen Vorstand der ZF Friedrichshafen.

## Geschichte
Entstanden war das Getriebe als Weiterentwicklung der bisher im Automobilbau als halbautomatische Getriebe gebräuchlichen Planetengetriebe, die seit 1906 angeboten wurden. Bei diesen waren alle Räder des Getriebes in ständigem Eingriff, die Schaltung wurde durch das Abbremsen der nicht benötigten Umlaufräder mittels Bandbremse praktiziert. Diese bewährte Technik brachte ein zu hohes Gewicht mit sich, was die Entwicklung des Soden-Getriebes provozierte.
Ein Gewichtsvergleich der beiden Getriebe vermittelt Aufschluss. Das Planetengetriebe, das versuchsweise in einen Triebwagen der Reihe VT 135 eingebaut wurde, besaß ein Gewicht von 450 kg, die Soden-Getriebe der Reihe DR 757 bis 762 brachten lediglich 320 kg auf die Waage.
Das Getriebe wurde für Personenwagen, Lastkraftwagen und Triebwagen hergestellt. Im Automobilbau erwiesen sich herkömmliche Schaltgetriebe als kostengünstiger und einfacher, im Schienenfahrzeugbau wurden die wenigen verwendeten Exemplare bald durch Mylius-Getriebe ersetzt, die einfacher zu bedienen und zu synchronisieren waren.

## Wirkungsweise

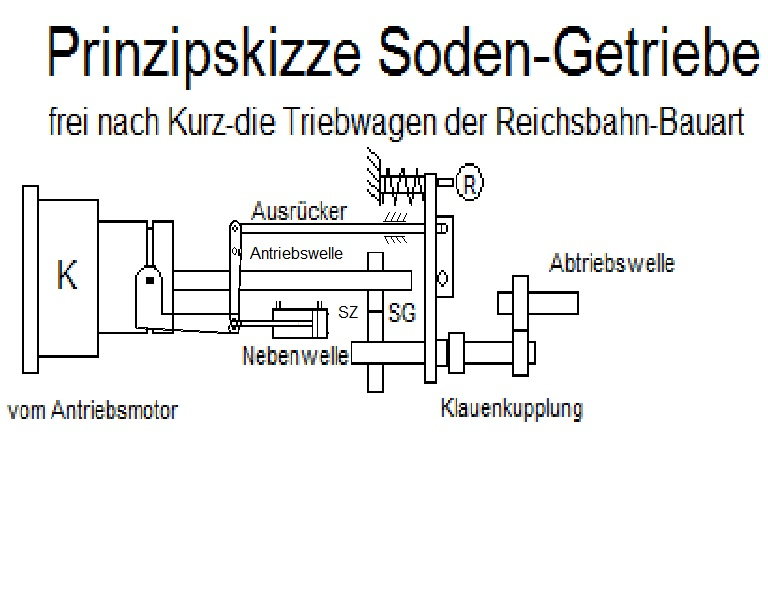
Prinzipskizze des Soden-Getriebes, K = Hauptkupplung, SZ = Schaltzylinder, SG = Schaltgabel, R = Riegelwalze

Beim Soden-Getriebe sind alle Zahnradpaare ständig im Eingriff. Die Schaltung wird über die betreffende Klauenkupplung vorgenommen. Das Getriebe besteht aus je einer Antriebs- und Abtriebswelle sowie je einem Schaltzylinder und einer Ausrückeinheit. Die Nebenwellen und die Schaltgabeln entsprechen der Anzahl der zu schaltenden Gänge.
In der Skizze ist der betreffende Gang im ausgekuppelten Zustand abgebildet. Das ist daran zu erkennen, dass sich die Nase der Schaltgabel außerhalb der drehbaren Riegelwalze befindet. Wird vom Bediener der zu schaltende Gang vorgewählt, so wird diese Stellung zunächst gespeichert. Der eigentliche Schaltvorgang geschieht erst durch Drücken der Kupplung am Fahrschalter. Dadurch wird in einem Gang die Hauptkupplung des Motors gelöst. Die Ausrückeinheit stellt nun sicher, dass alle Schaltgabeln die Verbindungen zwischen den Klauenkupplungen gelöst haben. Danach kann die Riegelwalze in diese Stellung verdreht werden, so dass der Bolzen der Schaltgabel des betreffenden Ganges eine in der Riegelwalze befindliche Bohrung einnehmen kann.
Die Ausrückeinheit wird wieder gelöst, und alle Schaltgabeln werden durch starke Federn gegen die Riegelwalze gedrückt. Nur beim vorgewählten Gang kann eine Verbindung zwischen den Klauenkupplungen hergestellt werden. Die Verbindung der Klauen kann nicht synchronisiert werden, der Bediener muss hier durch entsprechendes Gasgeben nachhelfen. Das war der Hauptgrund, weshalb es bei Schienenfahrzeugen zu einem baldigen Ersatz durch das Mylius-Getriebe kam.